# شکا
شکا یک منطقهٔ مسکونی در لبنان است که در استان شمالی لبنان واقع شده‌است.